# Gladiator (film)
Gladiator är en brittisk-amerikansk långfilm från 2000 i regi av Ridley Scott. I de ledande rollerna syns Russell Crowe, Joaquin Phoenix, Connie Nielsen, Oliver Reed och Richard Harris.

## Handling
År 180 e.Kr.. Den romerske generalen Maximus Decimus Meridius får veta att kejsar Marcus Aurelius vill ha honom som sin efterträdare. Kejsarens son Commodus vill ärva tronen och för att nå sitt mål dödar han sin far och sänder sedan bud att Maximus med familj skall dödas. Maximus undkommer, men när han lyckas ta sig till sin familjs gård hittar han sin familj död. Maximus chockas svårt och flyr och hittas utsvulten och sårad av en slavhandlare som tar med honom. Den forne generalen blir nu tvungen att slåss som gladiator. Han blir snabbt känd som en stark och skicklig slagskämpe, men hans kamp går ut på att en dag få hämnas sin familj.

## Rollista (i urval)
- Russell Crowe – Maximus Decimus Meridius
- Joaquin Phoenix – Commodus
- Connie Nielsen – Lucilla
- Oliver Reed – Antonius Proximo
- Derek Jacobi – Senator Gracchus
- Djimon Hounsou – Juba
- Richard Harris – Marcus Aurelius
- David Hemmings – Cassius
- David Schofield – Senator Falco
- John Shrapnel – Senator Gaius
- Tomas Arana – Senator Quintus
- Ralf Möller – Hagen
- Spencer Treat Clark – Lucius Verus
- Tommy Flanagan – Cicero
- Sven-Ole Thorsen – Tigris

## Produktion
Gladiator är regisserad av Ridley Scott. Filmen fick många nomineringar på Oscarsgalan 2001 varav Russell Crowe fick en Oscar för bästa manliga huvudroll för rollen som General Maximus och filmen vann för bl.a. bästa film. Ridley Scott och Joaquin Phoenix nominerades för bästa regi respektive bästa manliga biroll men förlorade mot Steven Soderbergh respektive Benicio del Toro för filmen Traffic. 
Filmen hade biopremiär i USA den 5 maj år 2000.
Filmen hade Sverigepremiär den 19 maj år 2000 på biograferna BioPalatset, Filmstaden Sergel, Filmstaden Söder och Rigoletto i Stockholm.

### Filmmusik
- Musiken är komponerad av Hans Zimmer och Lisa Gerrard.

1. Progeny
2. The Wheat
3. The Battle
4. Earth
5. Sorrow
6. To Zucchabar
7. Patricide
8. The Emperor is Dead
9. The Might Of Rome
10. Strength and Honor
11. Reunion
12. Slaves To Rome
13. Barbarian Horde
14. Am I Not Merciful?
15. Elysium
16. Honor Him
17. Now We Are Free

## Nomineringar och priser
| År   | Pris   | Resultat  | Kategori                | Person                                               |
| ---- | ------ | --------- | ----------------------- | ---------------------------------------------------- |
| 2001 | Oscars | Vann      | Bästa film              | Douglas Wick, David Franzoni och Branko Lustig       |
| 2001 | Oscars | Vann      | Bästa manliga huvudroll | Russell Crowe                                        |
| 2001 | Oscars | Vann      | Bästa ljud              | Scott Millan, Bob Beemer och Ken Weston              |
| 2001 | Oscars | Vann      | Bästa kostym            | Janty Yates                                          |
| 2001 | Oscars | Vann      | Bästa specialeffekter   | John Nelson, Neil Corbould, Tim Burke och Rob Harvey |
| 2001 | Oscars | Nominerad | Bästa regi              | Ridley Scott                                         |
| 2001 | Oscars | Nominerad | Bästa manliga biroll    | Joaquin Phoenix                                      |
| 2001 | Oscars | Nominerad | Bästa originalmanus     | David Franzoni, John Logan och William Nicholson     |
| 2001 | Oscars | Nominerad | Bästa filmmusik         | Hans Zimmer                                          |
| 2001 | Oscars | Nominerad | Bästa foto              | John Mathieson                                       |
| 2001 | Oscars | Nominerad | Bästa scenografi        | Arthur Max och Crispian Sallis                       |
| 2001 | Oscars | Nominerad | Bästa klippning         | Pietro Scalia                                        |